# Ciudad Darío
Ciudad Darío, précédemment connu comme Metapa et Chocoyos est une municipalité nicaraguayenne du département de Matagalpa au Nicaragua.

## Géographie

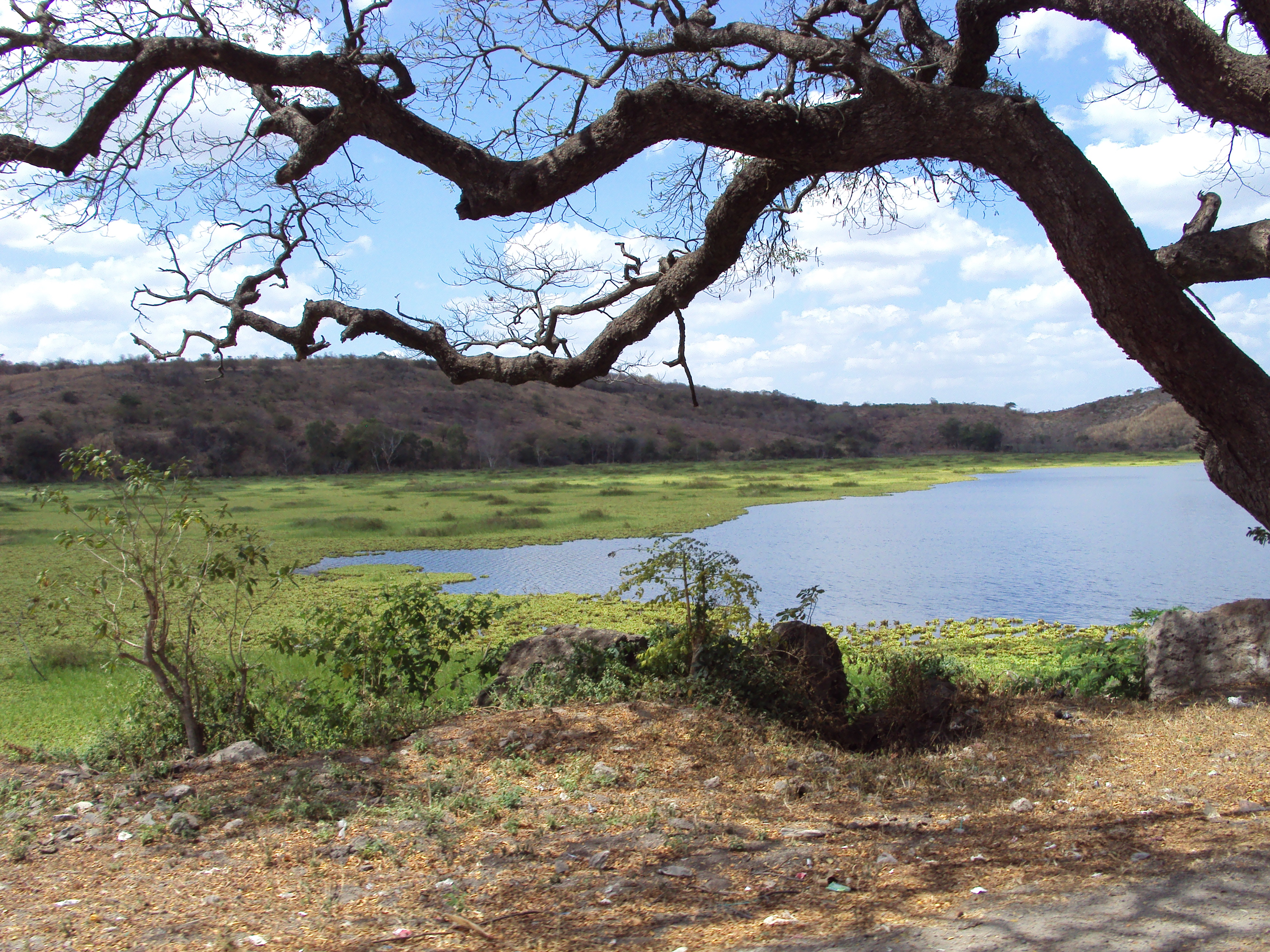
Lagune de Moyuá

## Histoire
En 1920, la ville de Metapa adopte le nom de Ciudad Darío en hommage à l'écrivain Rubén Darío (1867-1916) qui en était natif.